# Филен (Верхняя Сона)
Филе́н (фр. Filain) — коммуна во Франции, находится в регионе Франш-Конте. Департамент — Верхняя Сона. Входит в состав кантона Монбозон. Округ коммуны — Везуль.
Код INSEE коммуны — 70234.

## География
Коммуна расположена приблизительно в 330 км к юго-востоку от Парижа, в 34 км севернее Безансона, в 12 км к югу от Везуля.

## Население
Население коммуны на 2010 год составляло 221 человек.
| 1962 | 1968 | 1975 | 1982 | 1990 | 1999 | 2010 |
| ---- | ---- | ---- | ---- | ---- | ---- | ---- |
| 188  | 175  | 159  | 195  | 207  | 226  | 221  |

## Администрация
| Период | Период | Фамилия      | Партия | Примечания |
| ------ | ------ | ------------ | ------ | ---------- |
| 2001   | 2008   | Филипп Бувар |        |            |
| 2008   | 2014   | Ален Журде   |        |            |

## Экономика
В 2010 году среди 148 человек трудоспособного возраста (15—64 лет) 111 были экономически активными, 37 — неактивными (показатель активности — 75,0 %, в 1999 году было 73,3 %). Из 111 активных жителей работали 105 человек (56 мужчин и 49 женщин), безработных было 6 (5 мужчин и 1 женщина). Среди 37 неактивных 12 человек были учениками или студентами, 23 — пенсионерами, 2 были неактивными по другим причинам.

## Достопримечательности
- Замок Филен[фр.] (XV век). Исторический памятник с 1944 года[3]

## Фотогалерея

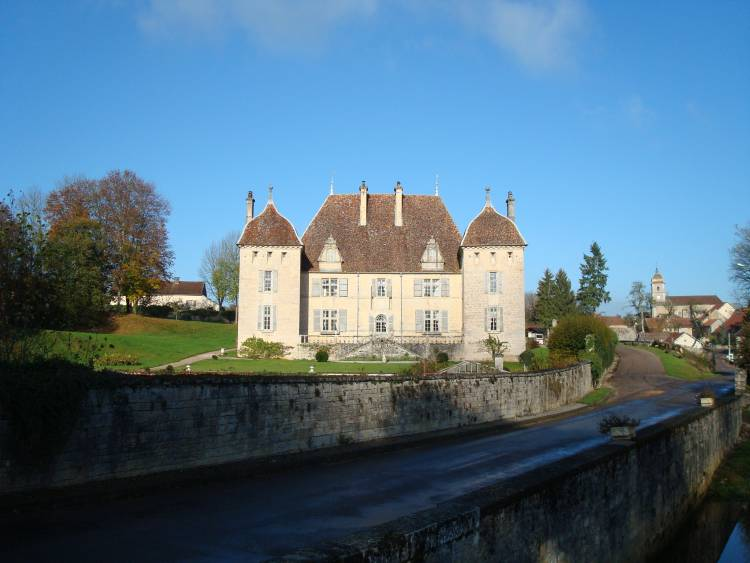
Замок Филен
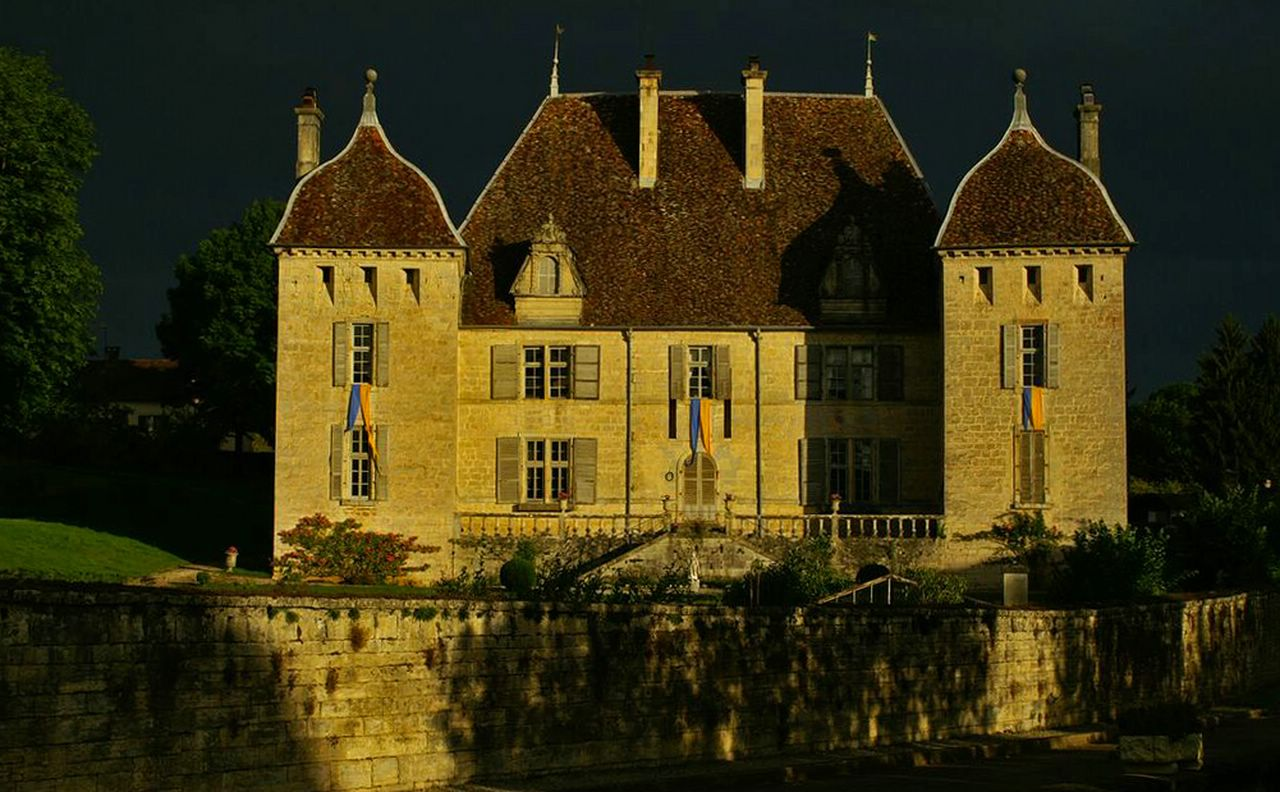
Замок Филен
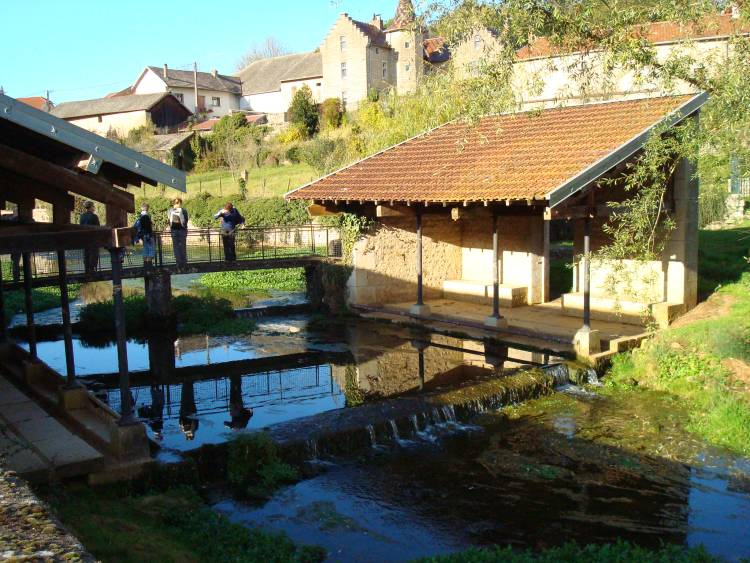
Общественная прачечная
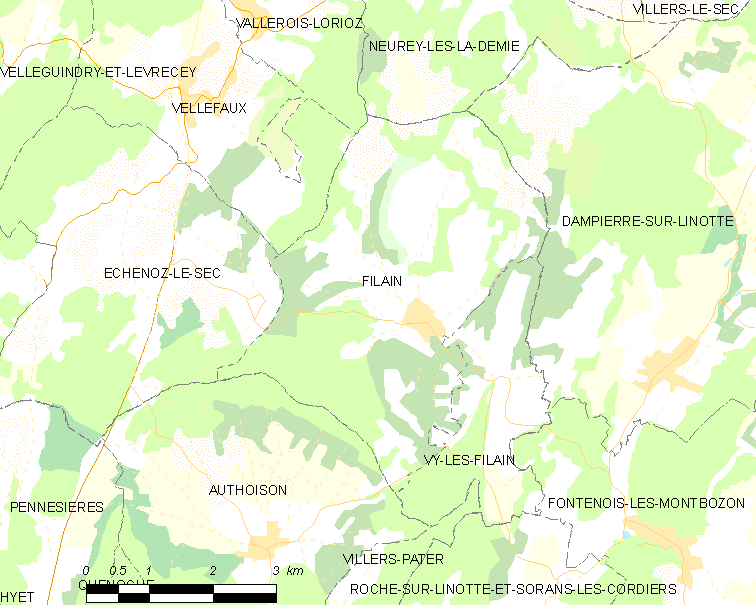
Карта коммуны